# فاروق ليغاري
كان فاروق أحمد خان ليغاري (1940 - 2010 م) سياسيًا باكستانيًا شغل منصب الرئيس الثامن لباكستان منذ 14 نوفمبر 1993 حتى استقالته في 2 ديسمبر 1997، وكان أول بلوشي يُنتَخَب رئيسًا.
وُلِدَ ليغاري في عائلة إقطاعية قبلية بلوشية ذات نفوذ، وتلقى تعليمه في كلية أيتشيسون، وكلية فورمان كريستيان في باكستان، وكلية القديسة كاترين بأكسفورد في المملكة المتحدة. اجتاز امتحان الخدمة المدنية في عام 1964 عند عودته من المملكة المتحدة، وبدأ حياته المهنية كموظف مدني، وظل مفوضًا لقسم سرغودها، قبل أن ينخرط في السياسة في عام 1973، وشغل منصب عضو مجلس الشيوخ ممثلًا عن البنجاب في حزب الشعب الباكستاني منذ عام 1975 حتى عام 1977. خاض الانتخابات الوطنية في عام 1977 وفاز بها على قائمة حزب الشعب الباكستاني، وعُيِّنَ وزيرًا للصناعات. قاد ليغاري المظاهرات التي استهدفت إدارة الرئيس محمد ضياء الحق في ثمانينات القرن العشرين، ونجح في الترشح للانتخابات العامة التي أجريت في عام 1988. عمل تحت قيادة بينظير بوتو كنائب لزعيم المعارضة منذ عام 1990 حتى عام 1993، وشارك في الانتخابات العامة الباكستانية عام في 1993.
أدت مؤهلاته وسمعته في النهاية إلى تأمين ترشيحه للرئاسة من قبل رئيسة الوزراء بينظير بوتو، وانتخب رئيسًا في عام 1993. بدأ في تلقي انتقادات بشأن التعيينات المثيرة للجدل لكبار قضاة المحكمة العليا في باكستان، وكان متورطًا في فضيحة بنك مهران. بدأت الخلافات تظهر مع رئيسة الوزراء بينظير بوتو حول قضايا السياسة في عام 1995، ثم رفض بشكل مفاجئ حكومة زعيمته في عام 1996. اصطدمت طموحاته السياسية فيما بعد برئيس الوزراء نواز شريف، وأدى تدخله للاحتفاظ بالقاضي سجاد علي شاه كرئيس للقضاة. أدى ذلك في النهاية إلى استقالته في عام 1997.
ظل ليغاري نشطًا في السياسة، وأسس حزبه السياسي الخاص «حزب ميلت» الذي كان جزءًا من «التحالف الوطني» في الانتخابات العامة لعام 2002، واندمج الحزب في حزب الرابطة الإسلامية الباكستانية (ق) في عام 2004، وعاد إلى الجمعية الوطنية في انتخابات عام 2008. توفي ليغاري بسبب مرض القلب المزمن في المستشفى العسكري المشترك في راولبندي في 20 أكتوبر 2010.

## رئيس باكستان
نال ليغاري دعم رئيسة الوزراء وحزب الشعب الباكستاني بينظير بوتو بفضل سجله الحافل و«سمعته النظيفة»؛ وذلك على عكس الساسة المتهمين بالفساد الجماعي وجرائم ذوي الياقات البيضاء. قَبِلَ الترشيح وخاض الانتخابات الرئاسية ضد وسيم سجاد، الرئيس المؤقت ومرشح حزب الرابطة الإسلامية الباكستانية (ن) من قبل نواز شريف.
حصل ليغاري على 274 صوتًا لصالحه مقابل 168 صوتًا لوسيم سجاد نتيجة للتصويت غير المباشر. عُيِّنَ سردار فاروق ليغاري رئيسًا لباكستان لمدة خمس سنوات في 13 نوفمبر 1993. تعهد بإلغاء التعديل الثامن على دستور باكستان، وأعرب عن دعمه لرئيسة الوزراء بينظير بوتو. لم يُقدّم أي مشروع قانون لإلغاء التعديل الثامن للدستور، وتدهورت حالة القانون والنظام في البلاد، وخاصة في كراتشي حيث أسفرت عملية الشرطة عن العديد من الوفيات غير المحاسب عليها.
كشف تحقيق سري عن فضيحة كبرى من خلال عملية احتيالية قادتها وكالة التحقيقات الفيدرالية جذبت انتباه البلاد في عامي 1994 و1995. عُرفت باسم فضيحة مهرانغات، وذُكِرَ اسمي ليغاري وبوتو في وسائل الإعلام كمتورطين في فضيحة فساد. قمع حزب الشعب الباكستاني بقوة تحقيقات وكالة التحقيقات الفيدرالية والاستفسارات القضائية وكذلك التغطية الإعلامية. دعم ليغاري السياسات الداخلية والخارجية لإدارة بوتو، ودعم بقوة مبادرات رئيسة الوزراء بوتو على المستوى الوطني. التقى ليغاري برئيس الوزراء الهندي ناراسيمها راو والملكة إليزابيث عندما زارت باكستان خلال فترة ولايته الرئاسية.
تدهورت علاقاته السياسية مع رئيسة الوزراء بينظير بوتو بسبب خلافات حول قضايا السياسة الداخلية وتعيينات القضاة في المحكمة العليا الباكستانية في عام 1996. أكد ليغاري ترشيح القاضي سجاد علي شاه في عام 1993 لمنصب رئيس قضاة باكستان، والذي كان معروفًا بقربه من أيديولوجية حزب الشعب الباكستاني. رشحت رئيسة الوزراء بوتو 20 قاضيًا كبيرًا للتعيين في المحكمة العليا في عام 1994؛ وكان 13 منهم على علاقة سياسية بحزب الشعب الباكستاني. لم يكن بعض القضاة المعينين من ذوي الخبرة وكان لهم سمعة مثيرة للجدل في الأوساط القانونية. بدأت حكومة حزب الشعب الباكستاني في الضغط على رئيس المحكمة العليا شاه لثنيه عن قبول الطعون المقدمة ضد هذه الترشيحات. أيد الرئيس ليغاري رئيس القضاة شاه بشأن التعيينات والتأكيدات التي خلقت مشاكل مع رئيسة الوزراء بوتو التي رأت في ذلك مؤامرة يحيكها رئيس القضاة شاه. أساءت الشهرة المتعلقة بتعيينات القضاة الإضافيين في المحاكم العليا إلى صورة ليغاري حيث اعتبرت هذه التعيينات «غير مناسبة».
تدهورت العلاقة مع رئيسة الوزراء بوتو عندما أثار الرئيس ليغاري قضية تورط كبار الوزراء في الفساد وتعيين آصف علي زرداري وزيرًا للاستثمار. اشتبه ليغاري أيضًا في تورط بينظير بوتو وآصف زرداري في جريمة اغتيال مرتضى بوتو المثيرة للجدل والتي وقعت في عام 1996، وذلك على الرغم من تلميح رئيسة الوزراء بوتو إلى تورط ليغاري. كانت هناك عدة اجتماعات بين الرئيس ليغاري ورئيسة الوزراء بوتو لحل القضية في أكتوبر ونوفمبر 1996، ولكن الجانبين استخدما جهاز الاستخبارات ضد بعضهما البعض. أدى الركود الاقتصادي إلى تفاقم الوضع، وأقال الرئيس ليغاري بشكل مفاجئ إدارة بينظير باستخدام التعديل الثامن للدستور بتهمة الفساد، والركود الاقتصادي، وانعدام القانون، والقتل خارج نطاق القضاء.

### الاستقالة وما بعد الرئاسة
تشكلت حكومة تصريف الأعمال المؤقتة تحت قيادة رئيس الوزراء بالوكالة ملك معراج خالد؛ وأُجريت انتخابات عامة في عام 1997 شهدت عودة نواز شريف بغالبية عظمى في جميع أنحاء البلاد. ألغى رئيس الوزراء شريف التعديل الثامن بشكل حاسم من خلال الموافقة على التعديل الثالث عشر، وأشرف على تأثيره الكامل الذي جعل الرئيس ليغاري في النهاية رئيسًا صوريًا. سعى ليغاري إلى الترشيح لولاية ثانية لكن فرص إعادة انتخابه تضاءلت بسبب ضعف حزب الشعب الباكستاني في البرلمان.
تدهورت العلاقات بين رئيس القضاة شاه ورئيس الوزراء شريف عندما قرر رئيس القضاة شاه الاستماع إلى الطعون ضد مشاريع القوانين الخاصة بالتعديلين الرابع عشر والخامس عشر؛ وهاجم أنصار حزب الرابطة الإسلامية الباكستانية (ن) محكمة الشاه في عام 1997. حاول الرئيس ليغاري التدخل في الأمر لدعم رئيس القضاة شاه، ولكن هذا لم يزيد الأمر إلا سوءًا بالنسبة لليغاري عندما قرر رئيس الوزراء شريف إثارة حركة عزل الرئيس ليغاري. استقال الرئيس ليغاري من الرئاسة في 2 ديسمبر 1997 لتجنب العزل المحتمل الذي أدى أيضًا إلى استقالة رئيس القضاة شاه أيضًا في نفس العام.
تميزت فترة ما بعد رئاسته بمشاركته النشطة في السياسة عندما وجد حزب ميلت، الذي دخل في ائتلاف من سبعة أحزاب، والمعروف باسم التحالف الوطني، للمشاركة في الانتخابات العامة التي عقدت في عام 2002. فاز التحالف الوطني بعدد كافٍ من المقاعد في المجلس الوطني الباكستاني لتشكيل الحكومة كائتلاف مع حزب الرابطة الإسلامية الباكستانية (ق) الذي كان مدعومًا من الرئيس برويز مشرف. ترك حزبه في عام 2004، وانضم إلى حزب الرابطة الإسلامية الباكستانية (ق)، ودعم ابنه أويس ليغاري ليصبح عضوًا في مجلس الوزراء. انتُخِبَ ابنه الأكبر جمال ليغاري عضوًا في مجلس الشيوخ على منصة حزب الرابطة الإسلامية الباكستانية (ق).
ورد أن ليغاري صرح في عام 2003 بأنه أقال رئيس الوزراء بوتو بعد انتهاك قواعد السلوك، وذلك ردًا على انتقادات حزب الشعب الباكستاني.